# Ostřice černoklasá
Ostřice černoklasá (Carex melanostachya) je druh jednoděložné rostliny z čeledi šáchorovité (Cyperaceae).

## Popis
Jedná se o rostlinu dosahující výšky nejčastěji 20–60, vzácně až 100 cm. Je vytrvalá, netrsnatá s plazivými oddenky a dlouhými výběžky. Listy jsou střídavé, přisedlé, s listovými pochvami. Lodyha je tupě trojhranná, celá hladká, o trochu delší než listy, celá rostlina je spíše šedozelná. Čepele jsou asi 2–4 mm široké, na okraji podvinuté. Bazální pochvy jsou nejčastěji nachové až červenohnědé, síťkovitě rozpadavé, dolní bezčepelné. Ostřice černoklasá patří mezi různoklasé ostřice, nahoře jsou klásky čistě samčí, dole čistě samičí. Samčích klásků bývá nejčastěji 1–2, samičích 2–3, dolní je krátce stopkatý. Dolní listen je delší než celé květenství a naspodu má krátkou pochvu, ostatní listeny jsou bez pochev. Okvětí chybí. V samčích květech jsou zpravidla 3 tyčinky. Čnělky jsou většinou 3. Plodem je mošnička, která je 3,5–5,5 mm dlouhá, zelenohnědá, lysá a vynikle žilnatá, vejčitá až kuželovitá, na vrcholu zúžená v krátký dvouklaný zobánek. Každá mošnička je podepřená plevou, která je za zralosti tmavě červenohnědá se žlutavým kýlem. V ČR kvete nejčastěji v květnu až v červnu. Počet chromozómů: 2n=30.

## Rozšíření
Ostřice černoklasá roste ve střední a jihovýchodní Evropě a zasahuje až do Asie. Byla zavlečena i do USA.

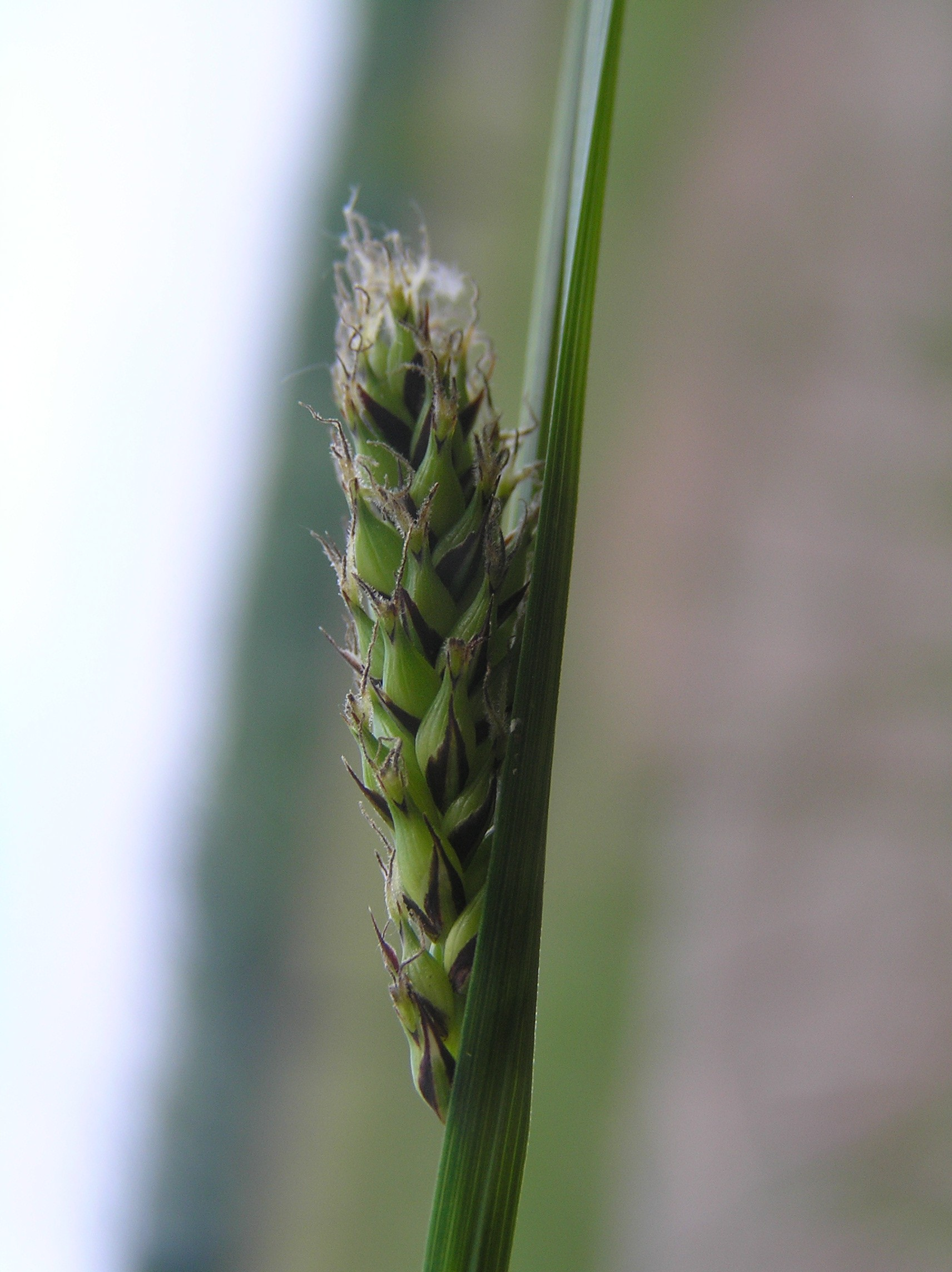
detail samičího klásku

## Rozšíření v Česku
V ČR roste celkem běžně na aluviálních loukách sv. Cnidion venosi v dolním Pomoraví a Podyjí na jižní Moravě, zvláště na Břeclavsku. Velmi vzácně roste i na obdobných místech v Čechách (Poohří). Je hodnocena jako silně ohrožený druh flóry ČR, kategorie C2.